# Tandooriälgen
Tandooriälgen är en svensk deckare av Zac O'Yeah om Herman Barsk, en folktjänsteman (en slags kriminalpolis) i Gautampuri (f.d. Göteborg). Boken utspelar sig i en framtid då Sverige, efter en folkomröstning i likhet med många andra europeiska länder uppgått i en politisk union med Indien.

## Miljö
Handlingen utspelas en bit in i 2000-talet. Sverige har anslutit sig till den Sydasiatiska unionen. Klimatet har också p.g.a. den globala uppvärmningen blivit tropiskt. Med den politiska anslutningen har också en klass av administratörer kommit från Indien. Dessa har installerat sig i Gautampuris bättre stadsdelar, till exempel Babuganj (Haga). I övrigt har gator och torg i stor uträckning fått nya namn. Linnégatan heter till exempel Olcottboulevarden. Kungsportsavenyn
heter nu Dharmapalaavenyn. Järntorget heter Friendship Chowk. Anslutningen till den Sydasiatiska unionen har skett efter en folkomröstning, kallad curryfolkomröstningen, och de områden där nejsidan dominerat, till exempel Masthugget, har fått behålla sina ursprungliga namn.
Sydasiatiska unionen befinner sig i konflikt med USA och det finns hot om invasion. Efter folkomröstningen har representanter för den förlorande nejsidan grundat en USA-vänlig svenskkoloni i Paraguay kallad Nueva Suecia. 
I många hänseenden har samhällsutvecklingen tagit några steg tillbaka jämfört med vår tid. Prostitution förekommer öppet (de prostituerade benämns sexarbetare). De indiska klasserna förefaller ha behållit traditionella könsroller med hemmavarande kvinnor. Företeelser som överdriven byråkrati, polisbrutalitet och korruption verkar vara utbredda.

## Persongalleri
Huvudpersonen Herman Barsk är något av en parodi på de poliser med personliga problem som är legio i moderna deckare. Han är född i slutet av 1900-talet, son till en prostituerad och har aldrig känt sin far. Hans mor är död sedan många år. Han har varit gift ett kortare äktenskap (varade ett par veckor) men har i övrigt inte haft många relationer.
Han har en längre tid haft en hund, eskimåhunden Bertil, som nyligen avlidit och som uppenbarligen stod honom mycket nära. På senare tid har Barsk börjat intressera sig romantiskt för sin brevbärare Kumkum, en indisk kvinna som lämnat sin man.
På arbetet på områdeskontoret på Tredje långgatan har Barsk en kollega, Krister Pärsson, som i många avseenden är hans motsats. Pärsson är gift och har två döttrar. Han är utbildad på universitetet och kommer ursprungligen från Uppsala. Han längtar tillbaka till 1900-talet
och verkar förtjust i att slåss. De båda folktjänstemännen jobbar tillsammans med kriminalteknikern Kitabwalla som är en inflyttad indier.

## Handling
Boken är en deckare som utspelar sig huvudsakligen i de nedgångna kvarteren i Masthugget.
En kväll besöker Herman Barsk restarangen Tandooriälgen på Masthuggstorget, där han av en slump uppdagar att ett antal personer mördats och några av dem har grillats i Tandooriugnen. Han förföljer den kvinnliga kocken som tar till flykten uppför Purana Qila Giri (Skansberget)
och får tag i hennes kockkläder som hon slängt. Med hjälp av dessa och en skolkatalog från kockskolan, kan han få fram hennes identitet och kommer en grupp kristna fanatiker på spåren. I
den påföljande utvecklingen blir såväl Kumkum som kollegan Pärssons familj indragna i en händelseutveckling med storpolitiska konsekvenser.

## Recensioner i pressen
- Aftonbladet
- Göteborgs-Posten